# Rzeź w Dunoon
Rzeź w Dunoon – masakra dokonana 3 czerwca 1646 roku przez klan Campbellów na członkach klanu Lamont na półwyspie Cowal, zwłaszcza w okolicach zamku Dunoon, w czasie wojen klanowych w XVII w.
W 1646 r. potężny klan Campbellów zbrojnie zaatakował sąsiedni klan Lamont, zajmujący terytorium na prawym brzegu ujścia rzeki Clyde (Firth of Clyde). Celem Campbellów było zdobycie zamków Lamontów, Ascog a zwłaszcza Toward – broniącego ujścia rzeki.
Lamontowie ulegli przewadze potężnego sąsiada i ich wódz, sir James Lamont wynegocjował kapitulację gwarantującą jego klanowi bezpieczeństwo.
Jednak Campbelle złamali warunki umowy i zamordowali ponad dwustu Lamontów, mężczyzn, kobiet i dzieci. Według naocznych świadków kilkadziesiąt osób spalili żywcem. Ziemie klanu Lamont, a zwłaszcza obie twierdze zostały spustoszone, sir James Lamont spędził pięć lat w lochach Campbellów.